# Der Blutharsch
Der Blutharsch is een Oostenrijkse martial-industrial- of militarypopband. De naam betekent "bebloede sneeuw" en het is ook de naam voor een Zwitsers eliteregiment uit de middeleeuwen.

## Ontstaan
Der Blutharsch ontstaat als Albin Julius (geb. 1967- overleden 2022), lid van de band The moon lay hidden beneath the clouds enkele van zijn zelfgemaakte nummers uitbrengt als picture disc LP in een gelimiteerde oplage. Later verschijnt er ook nog een 7"-single. Het was de bedoeling dat het hierbij zou blijven, maar nadat The moon lay hidden beneath the clouds uit elkaar spat na ruzie, besluit Julius hier zijn hoofdproject van te maken. Opvallend is dat Der Blutharsch zijn nummers nooit titels geeft. cd-boekjes vermelden alleen eventuele medewerkers aan het album, en af en toe een leuze.

## De controverse
In 1998 verschijnt het tweede album van Der Blutharsch. Getiteld "Der Sieg des Lichtes ist des Lebens Heil". De oorspronkelijke hoes laat een afbeelding zien van een schilderij waarin Germanen Romeinen afslachten. Op de cd staat ook #3, wat bij fans ook bekendstaat als "Kampf, Sieg oder Tod". Het hele album ademt een fascistische sfeer uit. Hoewel er ook samples gebruikt worden van een communistische componist als Dmitri Shostakovich, wordt op basis van dit album en het daarop volgende "The pleasures received in pain" de conclusie getrokken dat Der Blutharsch een extreemrechtse band is. Het is onbekend of het daadwerkelijk zo is. De provocatie is zuiver symbolisch, en Der Blutharsch zelf weigert elke mededeling, en wijst op zijn artistieke vrijheid als hem daarnaar gevraagd wordt.
In Nederland laait de controverse hoog op, als Der Blutharsch op 28 september 2004 optreedt in het Leidse LVC. Er komen oproepen in de media om het optreden af te gelasten of te verbieden. De band treedt toch op, en kan de volgende dagen rekenen op goede kritieken van VPRO3voor12 en diverse bladen. Ook RTL 4 besteedt aandacht aan de controversiële Oostenrijkse band.

## Cultstatus
De constante aanvallen vanuit de hoek van antifascistische bewegingen leveren Der Blutharsch ongekende publiciteit op, waardoor de band van een obscure act die hooguit enkele honderden exemplaren van een LP weet te verkopen, tot een goed verkopende act verwordt. Tegenwoordig verkoopt Der Blutharsch enkele tienduizenden van een regulier album, en heeft de band een trouwe schare fans. Der Blutharsch brengt ook veel gelimiteerde edities en 7"-singles uit, die vaak enkele maanden later voor hoge prijzen via ebay worden verkocht. Er zijn bedragen van meer dan 1000 euro betaald voor Der Blutharsch-singletjes.
Der Blutharsch brengt met grote regelmaat nieuwe albums uit. Met het 5de album "When all else fails" wordt de muziek wat lichter van toon en sijpelen vage popstructuren in de muziek door. Dit versterkt steeds meer waardoor de laatste albums "Time is the enemy" en "When did wonderland end" als bombastische popalbums kunnen worden beschouwd. Ook al baadt elk album nog steeds in een nihilistische sfeer.
Albums van Der Blutharsch worden uitgegeven door het eigen label "WKN" wat staat voor "Wir kapitulieren niemals". Albin Julius bestiert nog een ander label onder de naam "Hau ruck!" waarop hij muziek van bevriende bands uitbrengt, zoals Novy svet, His divine grace, Neither neither world en het Nederlandse Volksweerbaarheid.

## Live
Optredens van Der Blutharsch zijn grimmig. Een optreden begint altijd met het betreden van Albin Julius en de zangeres van de band van het podium met brandende fakkels. De band is gekleed in uniformen die doen denken aan de zwarthemden van Mussolini. Live gebruikt de band veel trommels als percussie, wat de militairistische sfeer nog versterkt. Op 20 september 2009 gaf de band een optreden op Incubate festival te Tilburg.

## Discografie
- First
- Der Sieg des Lichtes ist des Lebens Heil
- The pleasures received in pain
- The track of the hunted
- When all else fails!
- Fire danger season (4 cd box met remixen en compilatie tracks verzameld)
- Time is the enemy
- The moment of truth (heruitgave van enkele oude minialbums)
- Live at the monastery
- When did wonderland end
- The Philosopher's Stone